# Hyperscale

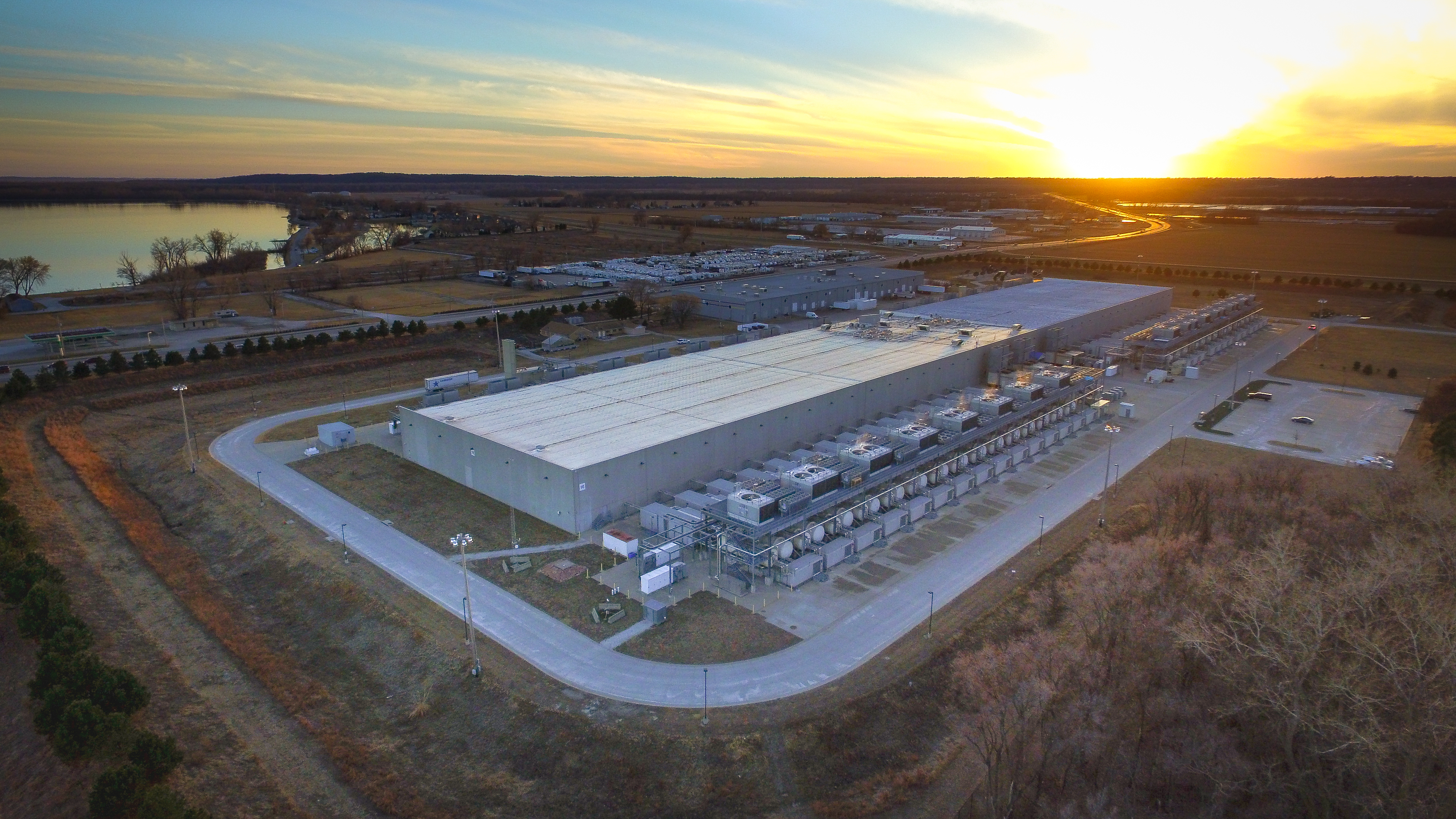
Vue aérienne d'un datacenter de Google en Iowa.

Dans le domaine informatique, l'hyperscale (en anglais hyperscale computing ou hyperscaling) est la capacité d'une architecture technique à s'adapter rapidement à des demandes importantes de ressources (dans des systèmes à grande échelle).
L'approche consiste à permettre aux centres informatiques de prendre en charge des milliers de serveurs virtuels, et adopter les outils permettant d'adapter rapidement les ressources processeur, mémoire et stockage aux besoins des applications.
Par extension, un centre informatique, un datacenter, est dit hyperscale quand il utilise ces techniques pour héberger et exploiter plusieurs milliers de serveurs.

## Hyperscaler
On nomme hyperscaler un fournisseur important de services cloud, capable de proposer des services de calcul et de stockage à grande échelle.
Il n'y a pas de norme officielle ni consensuelle définissant à partir de quand parler d'hyperscalers, mais des géants tels qu'Amazon Web Services, Google Cloud, Microsoft Azure, IBM Cloud et Alibaba Cloud en font partie.
Pour des raisons de sécurité (en cas de défaillance d'un prestataire) et/ou pour faire fonctionner des applications de manière cohérente dans des environnements différents, de nombreuses entreprises ont une stratégie dite « multicloud » ou font appel à une plateforme de cloud hybride.
En somme, l'hyperscale est la capacité d'une architecture technique à s'adapter rapidement à des demandes importantes de ressources. Un hyperscaler est une entité qui propose ce service.

## Origines de l'hyperscale

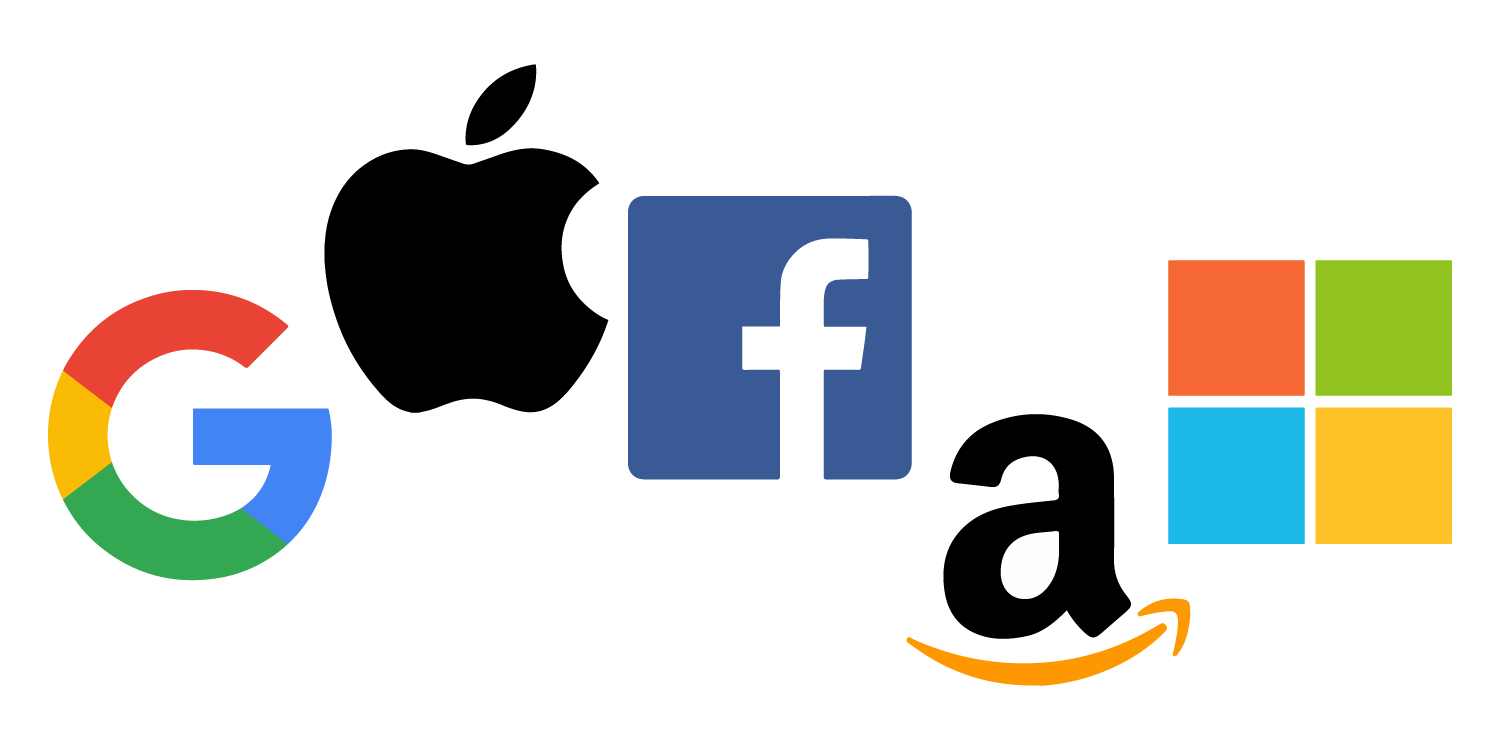
Les GAFAM sont parmi les sociétés à l'origine de l'hyperscale.

Ces technologies ont été développées initialement par des entreprises telles que Google, Facebook, Twitter, Amazon, Microsoft, IBM Cloud ou Oracle. Des sociétés telles que Ericsson, AMD, ou Intel fournissent des kits d'infrastructure pour permettre aux opérateurs de déployer des solutions d'hyperscale.
Scaleway, Switch, IBM, QTS, Digital Realty Trust, Equinix, Oracle, Facebook, Amazon Web Services, SAP, Microsoft ou Google construisent des centres informatiques spécifiquement conçus pour l'hyperscale.

## Caractéristiques
Les caractéristiques principales des architectures hyperscale sont,:
- haut niveau de performance et de scalabilité
- fiabilité et tolérance aux pannes
- automatisation à tous les niveaux
- optimisation de la consommation électrique et de la climatisation

Les technologies d'hyperscale permettent d'augmenter rapidement les ressources afin de faire face à un pic de connexions par exemple, et aussi de désactiver des serveurs en cas de période creuse, permettant des économies d'énergie.

## Statistiques
Le nombre de centres informatiques hyperscale dans le monde était estimé par le Synergy Research Group à 439 en 2019, 541 en 2020 et à environ 600 en 2021, ce qui représente un doublement par rapport à 2015[réf. nécessaire].

## Tendance, prospective
Au début des années 2020, avec, notamment, l'émergence du big data puis de l'IA générative (IAg), la demande en ressource hyperscale continue, exponentiellement. Mais un ralentissement de la loi de Moore pousse l'informatique personnalisée à aussi s'intégrer dans les systèmes à grande échelle.
Dans ce contexte, les plates-formes de traitement de données à grande échelle dépensent de plus en plus d'énergie et de temps pour le stockage distribué et divers travaux à distance entre travailleurs distribués. 
Ces plateformes vont donc chercher à modifier leur architecture et composants pour augmenter leur puissance et vitesse de calcul informatique. 
Il s'agira notamment d'optimiser les fonctions de stockage et de travail à distance, et en particulier les fonctions à forte intensité énergétique et de calcul (dont au moyen de l'IA). En 2023, Abraham Gonzalez et ses collaborateurs estiment « qu'aucun accélérateur seul ne peut apporter un avantage significatif » ; ils suggèrent donc d'intégrer un « océan d'accélérateurs » (sur puce et/ou hors puce), associé à un modèle d'invocation (synchrone/asynchrone). L'« invocation » désigne ici l'appel d'une fonction ou d'une routine dans un programme, et dans le cadre de l'accélération matérielle, l'invocation peut se référer à l'appel d’une fonction accélérée ou à l'utilisation d’un accélérateur ou d'une chaine d'accélérateurs. Selon les calculs faits par Gonzalez et al., on multiplierait par trois la performance du système.
Améliorer la puissance et la vitesse de calcul informatique implique aussi d'améliorer le refroidissement des systèmes hyperscale, idéalement tout en diminuant la dépense énergétique. Ceci pourrait dans le futur se faire par immersion de tout le système dans un liquide di-électrique monophasé (Sp-LIC). Selon Dereje Agonafer et ses collaborateurs (2023), les frais d'exploitation seront ainsi réduits, grâce à une masse thermique et une dissipation de chaleur améliorées par le contact direct de tous composants alimentés du serveur avec des fluides diélectriques ; lesquels par ailleurs protégeront les composants informatique de l'oxydation et des polluants de l'air. 
En 2023, des tests étaient en cours pour vérifier les modèles, rechercher des fluides refroidissants aussi peu toxiques que possible, et évaluer la fiabilité de ce mode de refroidissement.